# Айи-сюр-Сом
Айи́-сюр-Сом (фр. Ailly-sur-Somme) — коммуна на севере Франции, регион О-де-Франс, департамент Сомма, округ Амьен, центр одноименного кантона. Расположена в 8 км к северо-западу от Амьена и в 4 км от автомагистрали А16 "Европейская", на левом берегу реки Сомма. На востоке коммуны находится железнодорожная станция Айи-сюр-Сом линии Лонго-Булонь.
Население (2018) — 2 985 человек.

## Экономика
Структура занятости населения:
- сельское хозяйство — 3,5 %
- промышленность — 23,3 %
- строительство — 5,1 %
- торговля, транспорт и сфера услуг — 29,5 %
- государственные и муниципальные службы — 38,5 %

Уровень безработицы (2017) — 14,4 % (Франция в целом — 13,4 %, департамент Сомма — 15,9 %). 

Среднегодовой доход на 1 человека, евро (2018) — 20 500 (Франция в целом — 21 730, департамент Сомма — 20 320).

## Демография
Динамика численности населения, чел.

## Администрация
Пост мэра Айи-сюр-Сома с 2014 года занимает член Социалистической партии Катрин Бенедини (Catherine Bénédini), представитель кантона Айи-сюр-Сом в Совете департамента Сомма. На муниципальных выборах 2020 года возглавляемый ею левый список был единственным.
| Период | Период | Фамилия         | Партия                  | Примечания                                             |
| ------ | ------ | --------------- | ----------------------- | ------------------------------------------------------ |
| 1947   | 1981   | Даниэль Табари  | Коммунистическая партия | предприниматель, член Генерального совета департамента |
| 1981   | 1983   | Жан-Пьер Роже   |                         |                                                        |
| 1983   | 2014   | Франсис Фуке    | Разные правые           |                                                        |
| 2014   |        | Катрин Бенедини | Социалистическая партия | территориальный чиновник, член Совета департамента     |